# Cheile Minișului

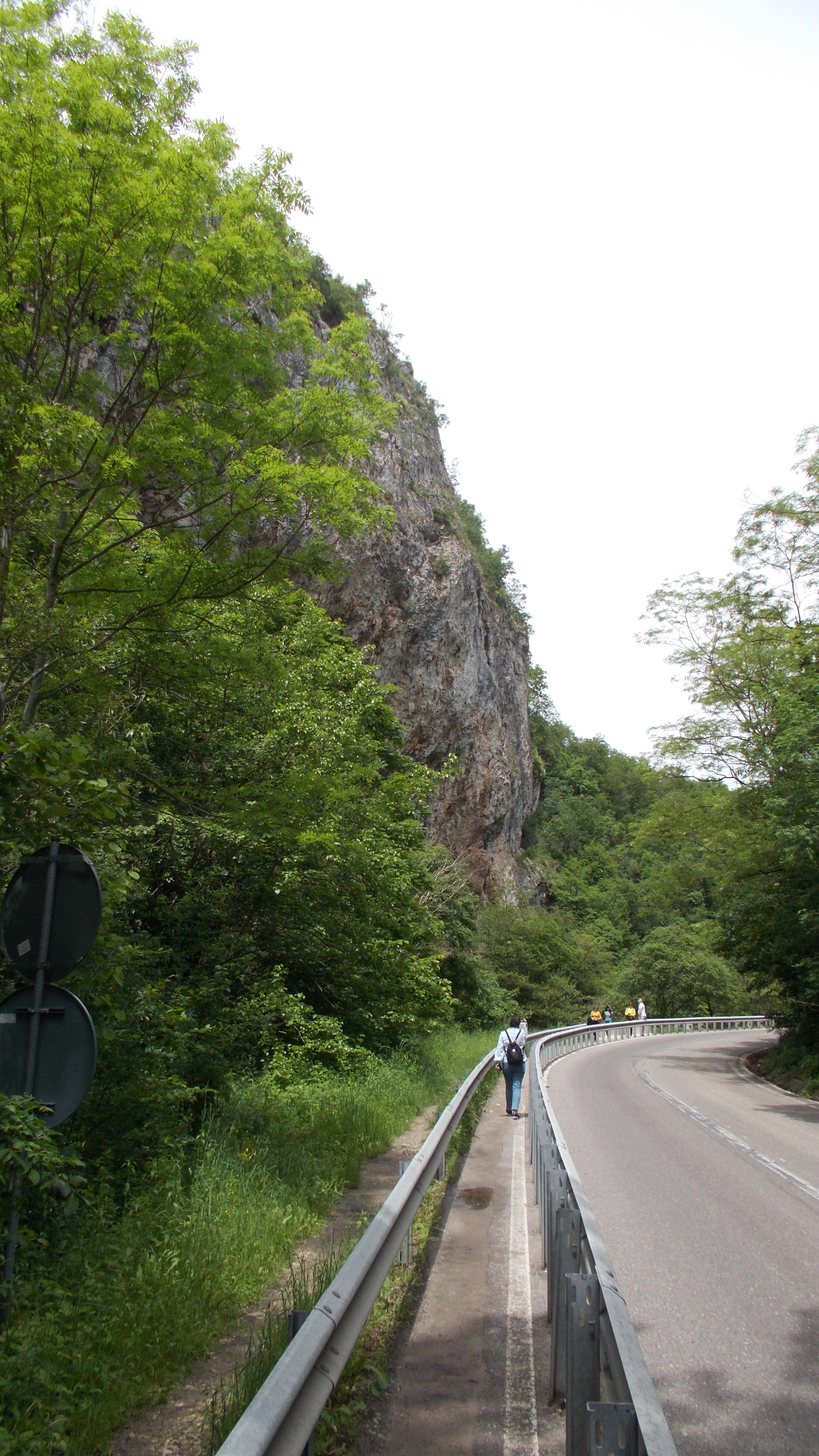
Cheile Minișului (29 mai 2019)

Cheile Minișului sunt o formațiune tip chei pe cursul râul Miniș în Munții Aninei, județul Caraș-Severin. Se întind între orașul Anina și comuna Bozovici și sunt accesibile, fiind străbatute de drumul național 57B.
Ca obiective turistice se pot menționa Izbucul și Cascada Bigăr (la întretăierea DN cu paralela 45), lacul de acumulare de la Valea Minișului (numit și Cerbu sau Gura Golâmbului), peștera Buhui și lacul Buhui.